# Broddmask

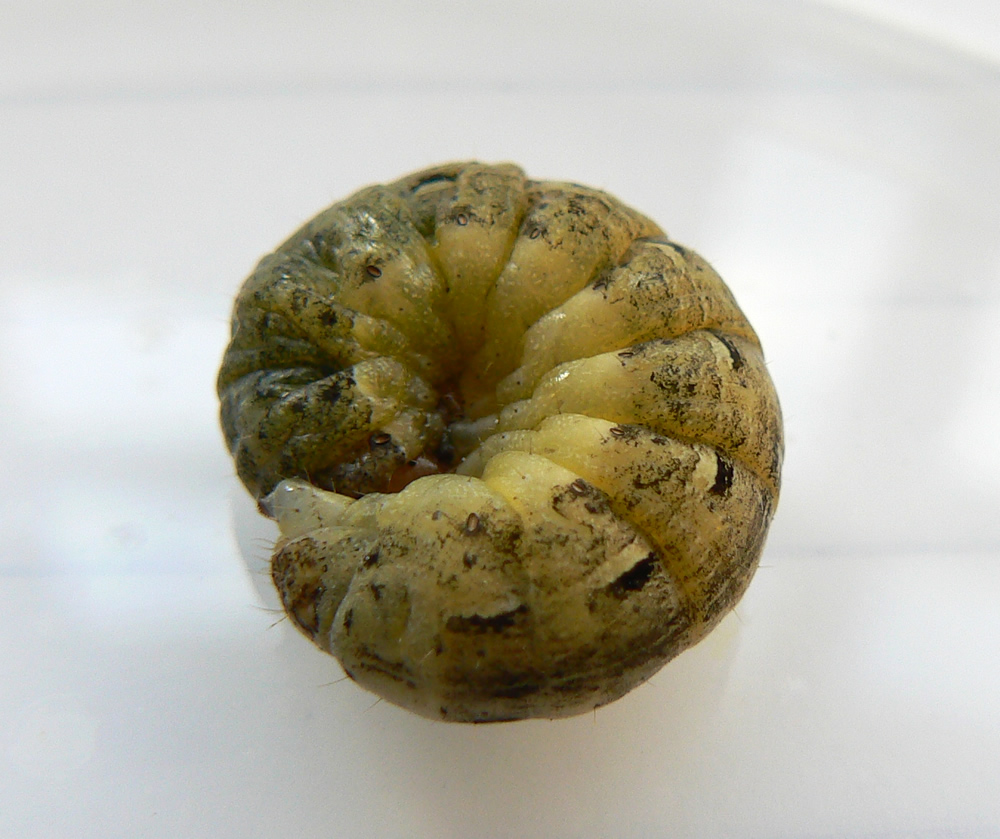
Broddmask av större bandfly.

Broddmask är ett samlingsnamn över fjärilslarver tillhörande många olika fjärilar som inom jordbruks- och trädgårdsnäringarna anses som ohyra. De flesta "broddmaskar" hör till familjen nattflyn (Noctuidae). Många av arterna i denna familj har emellertid larver som inte är broddmaskar. Broddmaskar äter främst löv, knoppar, och växtstjälkar, och de kan förstöra hela plantor. Vissa arter lever under jord och äter rötter. Broddmaskar är vanligtvis gröna, bruna eller gula, ofta med längsgående ränder. De kan bli mellan 2 och 3 cm långa, men det varierar kraftigt från art till art.

## Några arter
- Ljusfläckat jordfly (Actebia fennica)
- Kommajordfly (Agrotis ipsilon)
- Åkerjordfly (Agrotis exclamationis)
- Barkfärgat jordfly (Agrotis clavis)
- Sädesbroddsfly (Agrotis segetum)
- Ryskt jordfly (Euxoa ochrogaster)
- Smalvingat lövfly (Spodoptera exigua)
- Större bandfly (Noctua pronuba)
- C-tecknat jordflyXestia c-nigrum
- Gråhalsat jordfly (Xestia triangulum)
- Vittofsjordfly (Peridroma saucia)